# Gurania paulista
Gurania paulista är en gurkväxtart som beskrevs av Célestin Alfred Cogniaux. Gurania paulista ingår i släktet Gurania och familjen gurkväxter. Inga underarter finns listade i Catalogue of Life.